# آراپوواتس
آراپوواتس (به صربی: Arapovac) یک روستا در صربستان است که در لازارواتس واقع شده‌است. آراپوواتس ۱۱٫۷۱ کیلومتر مربع مساحت و ۶۴۴ نفر جمعیت دارد و ۲۰۷ متر بالاتر از سطح دریا واقع شده‌است.